# Warangal
Warangal (Telugu: వరంగల్; auch Varangal) ist eine Distriktshauptstadt im indischen Bundesstaat Telangana mit etwa 700.000 Einwohnern; seit dem 18. August 1994 besitzt die Stadt den Status einer Municipal Corporation.

## Lage und Klima
Die Großstadt Warangal liegt im Bundesstaat Telangana im Südosten des indischen Subkontinents in einer Höhe von ca. 270 m. Die Millionenstadt Hyderabad liegt etwa 150 km südwestlich. Das Klima ist tropisch. Die Tagestemperaturen können im Mai bis zu 40 °C erreichen; Regen (ca. 975 mm/Jahr) fällt hauptsächlich in der sommerlichen Monsunzeit.

## Bevölkerung
Offizielle Bevölkerungsstatistiken werden erst seit 1991 geführt und regelmäßig veröffentlicht; für Warangal liegen jedoch auch ältere Zahlen vor. Der Bevölkerungszuwachs der letzten Jahrzehnte ist im Wesentlichen auf die anhaltende Zuwanderung von Familien aus dem Umland zurückzuführen. 
| Jahr      | 1901   | 1951    | 1991    | 2001    | 2011    |
| Einwohner | 31.186 | 133.130 | 447.657 | 558.162 | 704.570 |

Knapp 83,5 % der Einwohner sind Hindus, knapp 14,5 % sind Moslems und gut 1,5 % sind Christen; andere Religionen wie Jains, Sikhs etc. bilden zahlenmäßig kleine Minderheiten. Der männliche und der weibliche Bevölkerungsanteil sind annähernd gleich hoch. Man spricht hauptsächlich Telugu.

## Wirtschaft und Verkehr
Die Landwirtschaft bildet traditionell die Grundlage des Lebens in der Stadt, die einen der größten Getreidemärkte Asiens beherbergt. Die Großstadt ist ein wichtiger Eisenbahnknotenpunkt und Umschlagplatz für Agrarprodukte wie Getreide und Ölsaaten. Die lokalen Betriebe produzieren u. a. Teppiche, Decken und Seidenerzeugnisse. Mit dem National Institute of Technology, Warangal, der Kakateeya University und dem Kakatiya Medical College besitzt Warangal drei wichtige Hochschulen.

## Geschichte
Warangal bestand bereits im 8. Jahrhundert; es trug damals den Namen Orukal. Schon seit dem 11. Jahrhundert stellte die Stadt ein wichtiges Zentrum im Osten Indiens dar und soll bereits um das Jahr 1300 etwa 100.000 Einwohner gehabt haben. Im 12. bis 14. Jahrhundert war Warangal die Hauptstadt eines durch die Kakatiya-Dynastie regierten hinduistischen Königreiches; aus dieser Ära sind noch verschiedene Monumente erhalten. Im Jahr 1309 belagerte Ala ud-Din Khalji, der Sultan von Delhi, monatelang vergeblich das Fort. In der Phase des Niedergangs der Kakatiyas fiel Warangal im Jahr 1366 dem muslimischen Bahmani-Sultanat zu. Ihnen folgten ab dem frühen 16. Jahrhundert die Herrscher der Qutb-Shahi-Dynastie, die ihre Hauptstadt zunächst in Golkonda, später dann in Hyderabad hatte. Im Jahr 1687 eroberte Aurangzeb (reg. 1658–1707) die Region und gliederte sie als Provinz (subah) dem Mogulreich an. Unter den Briten blieben der im Jahr 1724 mit Unterstützung der Marathen gegründete Fürstenstaat Hyderabad und die jeweils herrschenden Nizams weitgehend autonom.

## Sehenswürdigkeiten

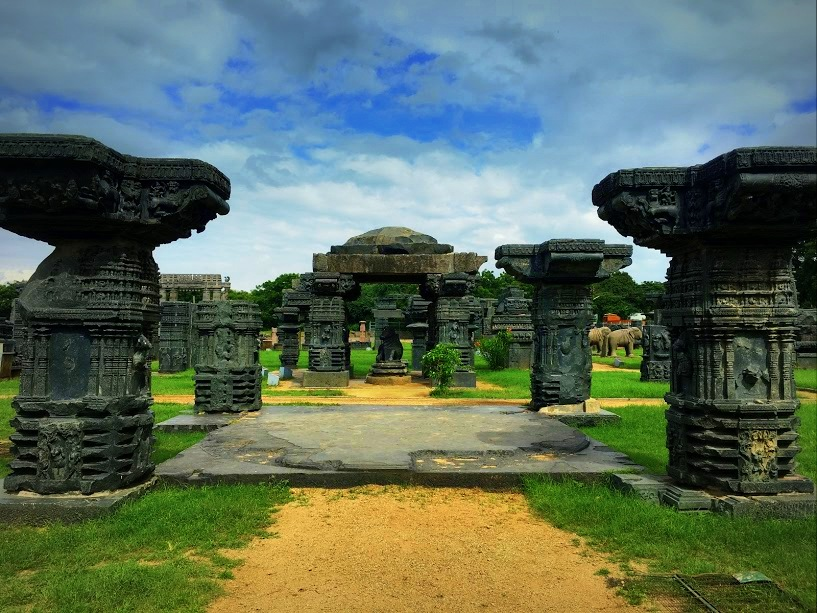
Ruinen im Warangal-Fort

Die Stadt selbst hat keinerlei Sehenswürdigkeiten von historischer oder kultureller Bedeutung.
Umgebung
- Hauptattraktion ist das ca. 3 km südöstlich von Warangal gelegene und vom Kakatiya-König Ganapati Deva und seiner Tochter Rudramma Devi in der Mitte des 13. Jahrhunderts erbaute Fort mit seinen Tempelruinen und 4-Pfeiler-Toren (toranas).[6]
- Der 1000-Pfeiler-Tempel in der Nachbarstadt Hanamkonda wurde im Jahr 1163 im Chalukya-Stil erbaut; seine drei Cellae (garbhagrihas) sind den Hindu-Gottheiten Shiva, Vishnu und Surya geweiht.
- Auf einem Hügel am Ufer eines künstlich angelegten Sees zwischen Hanamkonda und Warangal steht der Bhadrakali-Tempel mit einer überlebensgroßen (ca. 2,70 m) schwarzen Steinfigur der Göttin Kali.

## Persönlichkeiten
- George Bullock (1851–1926), britischer Offizier der British Army